# 이모겐 코게
이모겐 코게(Imogen Kogge, 1957년 2월 8일 ~ )는 독일의 연극 배우, 영화배우이다.
베를린에서 태어났다.

## 영화
- 드라이레벤: 원 미니트 오브 다크니스 (2011년)
- 이프 낫 어스, 후? (2011년)
- 레퀴엠 (2006년)
- 더 웨딩 파티 (2005년)
- 맨발 (2005년)
- 밤에 생긴 일 (1999년)